# 이풍범

## 클럽 경력
이풍범은 서울 삼성초, 광희중, 중앙고등학교를 거쳐 제주국제대학교에서 대학 무대를 밟았다.  
이후 독일의 보루시아 프라이알덴호펜, 지크부르거 SV 04 등에서 뛰었고, 귀국 후 김포 FC, 청주 FC, 양주시민축구단, 춘천시민축구단 등 K3리그 팀에서 활동했다.  
2024년 6월 천안시티 FC와 계약을 체결하며 K리그2에 진출했다.

## 데뷔 및 통계
2024시즌에 K리그2 데뷔전을 치렀으며, 총 9경기에 출전했다. 2025년 6월 기준으로는 4경기에 추가 출전하며 경험을 쌓고 있다.

## 특징
180cm의 키와 양발 사용 능력을 기반으로 한 활동량과 패싱 능력이 돋보이며, 수비형 미드필더와 중앙 미드필더 모두 소화 가능하다. 측면 수비나 윙어로도 기용될 수 있는 멀티 자원이다.

## 계약
천안시티 FC와의 계약은 2024년 6월부터 2025년 12월까지로 되어 있으며, 시장 가치는 약 7만 유로 수준으로 평가된다.

## 참고 자료
- 천안시티 FC – 입단 발표 및 선수 소개
- Transfermarkt – 프로필, 이적 경력, 시장가치
- Sofascore – 2024~2025 시즌별 기록
- Global Sports Archive – 경기 출전 기록